# Chiesa di Santa Lucia (Parma, Corcagnano)
La chiesa di Santa Lucia è un luogo di culto cattolico dalle forme neoclassiche, situato in strada Cava 61 a Corcagnano, frazione di Parma, in provincia e diocesi di Parma; è sede di una parrocchia compresa nella zona pastorale della città.

## Storia
La cappella originaria fu eretta in epoca medievale; la più antica testimonianza della sua esistenza risale al 31 ottobre 1145, quando l'Ecclesiam S. Luciae de Covagnano fu menzionata, insieme a numerosi altri luoghi di culto, in una bolla emessa dal papa Eugenio III a conferma della loro appartenenza all'abbazia di San Giovanni Evangelista di Parma.
Nel 1230 l'Ecclesie de Corcagnano fu citata nel Capitulum seu Rotulus Decimarum della diocesi di Parma tra le cappelle appartenenti all'abbazia di San Giovanni, pur trovandosi all'interno del territorio dipendente dalla pieve di Vigatto.
Entro il 1299 la chiesa divenne sede di priorato, per essere poi elevata a sede parrocchiale autonoma nel XIV secolo, sotto la guida di un benedettino dell'abbazia di San Giovanni.
Nel XVII secolo, dopo il Concilio di Trento, il luogo di culto fu affidato al clero secolare, ma l'abate di San Giovanni continuò a mantenere il potere di indicare i sacerdoti al vescovo di Parma, al quale spettava l'autorità di confermare o meno tali scelte.
La chiesa fu modificata una prima volta in epoca imprecisata, con la realizzazione delle cappelle laterali e l'ampliamento della zona presbiteriale; inoltre, le capriate lignee di copertura furono sostituite con la volta a botte e la facciata fu ricostruita in stile neoclassico.
Nel 1810, a causa dei decreti napoleonici sulla soppressione degli ordini religiosi, l'abbazia di San Giovanni perse il patronato sulla parrocchia, che fu assegnato alla diocesi di Parma.
Nel 1853 e, su finanziamento della contessa Isabella Pellegrini, nel 1877 l'edificio fu completamente restaurato, mentre nel 1888 vi fu aggiunto l'organo realizzato da Angelo Cavalli di Lodi.
Nel 1930 furono avviati alcuni lavori di consolidamento strutturale, in seguito alla comparsa di una serie di lesioni e cedimenti nella zona absidale e nelle cappelle; nel 1935 fu aggiunto l'orologio sul campanile.
Nel 1941 gli interni furono completamente restaurati e parzialmente modificati, con la sistemazione della cappella del battistero e dell'altare maggiore, la chiusura di alcune porte e nicchie e la decorazione ad affresco delle volte.
Tra il 1962 e il 1965 la chiesa fu ampliata, con la ricostruzione di tutta la zona presbiteriale, che fu allungata di 6 m, affiancata da due cappelle e sopraelevata per consentire la realizzazione del locale seminterrato; per questo l'antica abside fu abbattuta e riedificata più a est.

## Descrizione

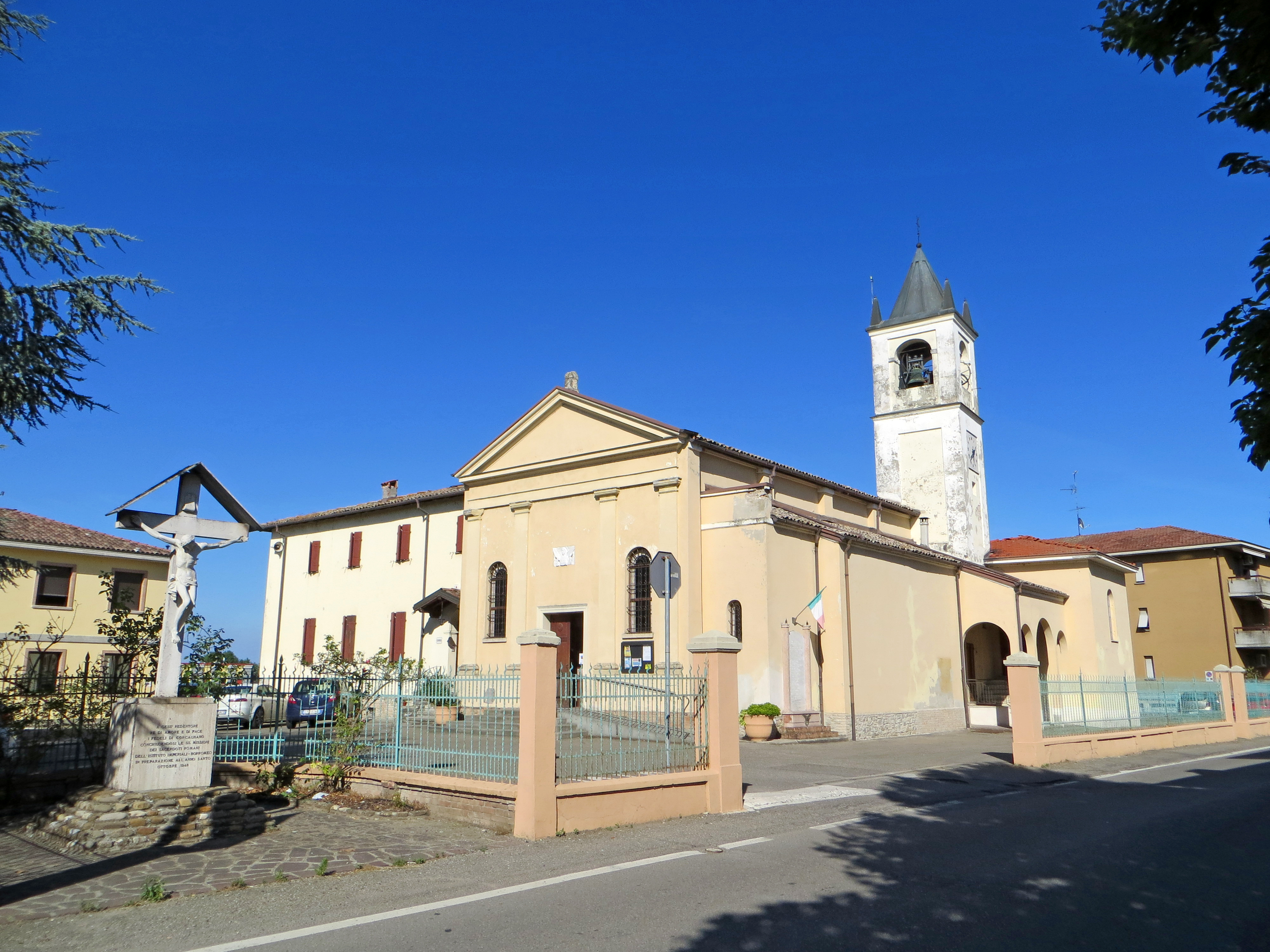
Facciata e lato sud

La chiesa si sviluppa su un impianto a navata unica affiancata da tre cappelle sulla destra e due sulla sinistra, oltre alle due poste ai lati del presbiterio absidato.
La simmetrica facciata a capanna, interamente intonacata, è suddivisa verticalmente da quattro lesene coronate da capitelli dorici, che si elevano sopra a un alto basamento; al centro è collocato il portale d'accesso delimitato da cornice, raggiungibile attraverso una breve scalinata in pietra; ai lati si aprono due alte monofore ad arco a tutto sesto, mentre in sommità si staglia, oltre la trabeazione, il frontone triangolare di coronamento.
Il lato sud è affiancato dalle cappelle e da un porticato a tre arcate a tutto sesto in aggetto, aggiunto nel 1965 unitamente alla profonda cappella del presbiterio. Accanto a quest'ultima si innalza il campanile a base quadrata, con cella campanaria affacciata sui quattro lati attraverso ampie aperture ad arco a tutto sesto; in sommità si elevano cinque guglie piramidali, di cui una grande al centro e quattro piccole sugli spigoli.
Sul retro l'abside poligonale è caratterizzata dalla presenza dell'accesso centrale al locale sotterraneo, illuminato da due finestroni sui fianchi; più in alto si aprono le monofore ad arco a tutto sesto del presbiterio. La cappella aggiunta del lato nord è inglobata nella canonica, che si estende accanto alla chiesa.
All'interno la navata è coperta da volta a botte, decorata con affreschi realizzati nel 1941 da Arnaldo Scaccaglia, che raffigurò nel mezzo le Quattro virtù cardinali e ai lati i simboli della Chiesa, dei Quattro Evangelisti e dell'Eucaristia; sui fianchi si eleva una serie di lesene a sostegno del cornicione perimetrale in aggetto, scandendo le ampie arcate a tutto sesto delle cappelle laterali.
Il presbiterio absidato a pianta poligonale è raggiungibile attraverso una scalinata in marmo rosso; sulla sommità il catino è decorato con l'affresco raffigurante Gesù Cristo maestro in gloria affiancato da due angeli in preghiera, realizzato nel 1965 da Giuseppe Dazzi e Gino Quintavalla mantenendo l'uniformità stilistica col resto della chiesa. Al centro è collocato il coevo altare maggiore in marmo grigio, retto dalle sculture dei Quattro Evangelisti.
La chiesa conserva alcune opere di pregio, tra cui le tele raffiguranti Santa Lucia, eseguita nel 1842 da Luigi Vigotti, e San Mauro miracolante, realizzata nel 1845 da Giuseppe Bissoli, entrambe su commissione della duchessa Maria Luigia, un olio settecentesco rappresentante il Martirio di sant'Eurosia, attribuito a Cristoforo Carra, una poltrona e due sedie lignee settecentesche, una credenza in stile Luigi XVI, un turibolo settecentesco in argento sbalzato e una navicella coeva.

### Organo a canne
L'organo a canne, realizzato nel 1888 da Angelo Cavalli, è collocato nella cantoria posta sull'ingresso in controfacciata.
Lo strumento fu completamente restaurato nel 1988 dalla ditta Anselmi Tamburini.
L'organo a trasmissione meccanica ha una tastiera di 58 note, di cui le prime cinque, prive di canne proprie, meccanicamente unite ai tasti dell'ottava superiore.: